# Jedenspeigen
Jedenspeigen är en ort och kommun  i Österrike. Den ligger i distriktet Gänserndorf i förbundslandet Niederösterreich, 50 km nordost om huvudstaden Wien. Kommunen gränsar i öster mot floden Morava som är gräns mot Slovakien.
Kommunen består av två orter (Ortschaften) (inom parentes invånarantal 1 januari 2024):
- Jedenspeigen (685)
- Sierndorf an der March (450)